# Kladnik (Drugovo)
Kladnik (macedónul: Кладник) település Észak-Macedóniában, a Délnyugati körzet Kicsevói járásában, 2013-ig a Drugovói járás része volt, ami teljes egészében beolvadt a Kicsevói járásba.

## Népesség
| Lakosok száma | 411  | 379  | 273  | 164  | 82   | 27   | 25   | 20   | 12   |
|               | 1948 | 1953 | 1961 | 1971 | 1981 | 1991 | 1994 | 2002 | 2021 |

2002-ben 20 lakosa volt, akik mindannyian macedónok.